# Deutz van Assendelft

Geslachtswapen Hoge Raad van Adel (1814)

Deutz van Assendelft is een van oorsprong Duits geslacht dat aan het begin van de 17e eeuw in Amsterdam terechtkwam. Het behoorde sinds 1814 tot de Nederlandse adel en stierf in 1913 uit.

## Geschiedenis

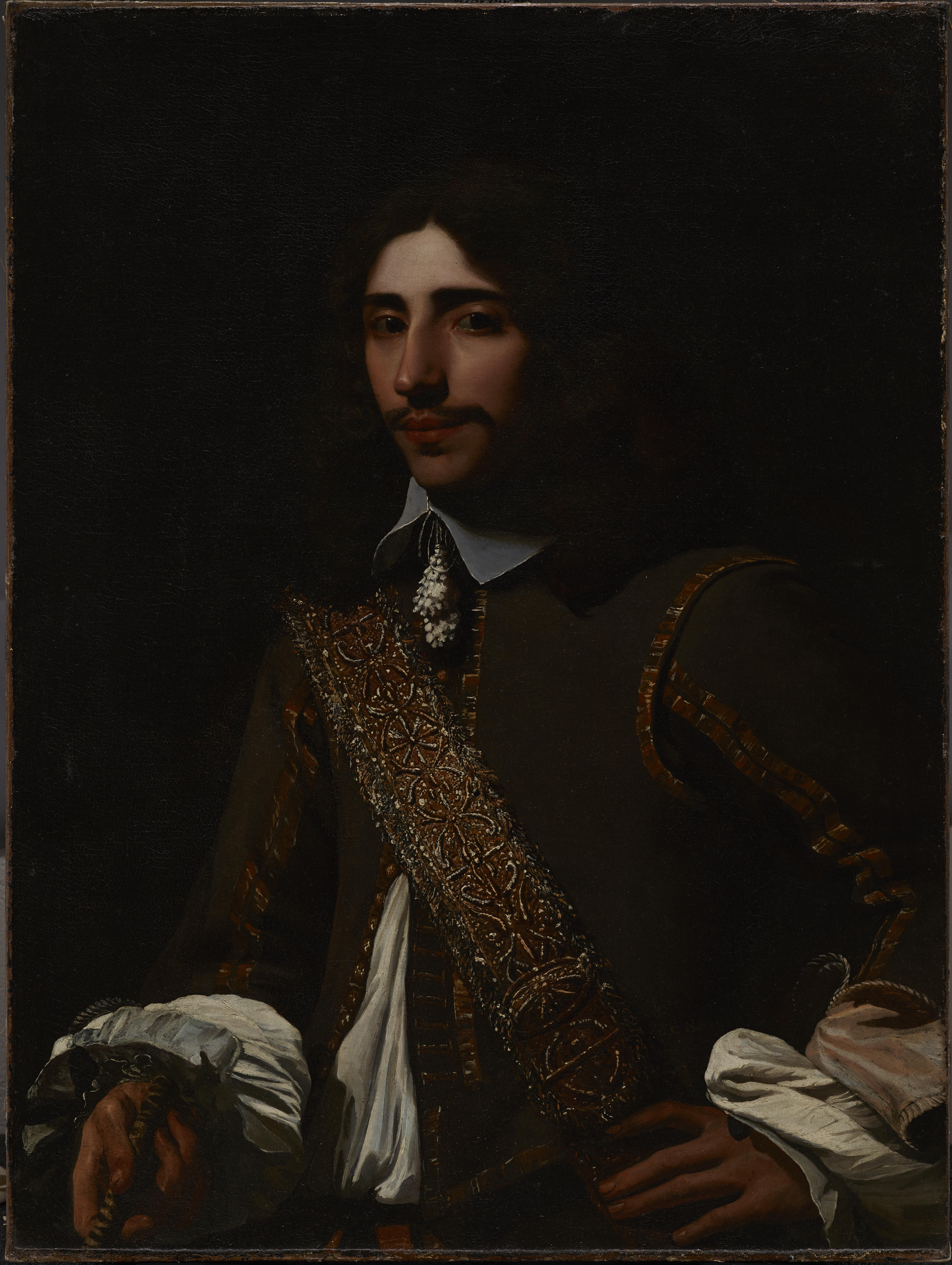
Portret van een lid van de familie Deutz door Michiel Sweerts. Zie

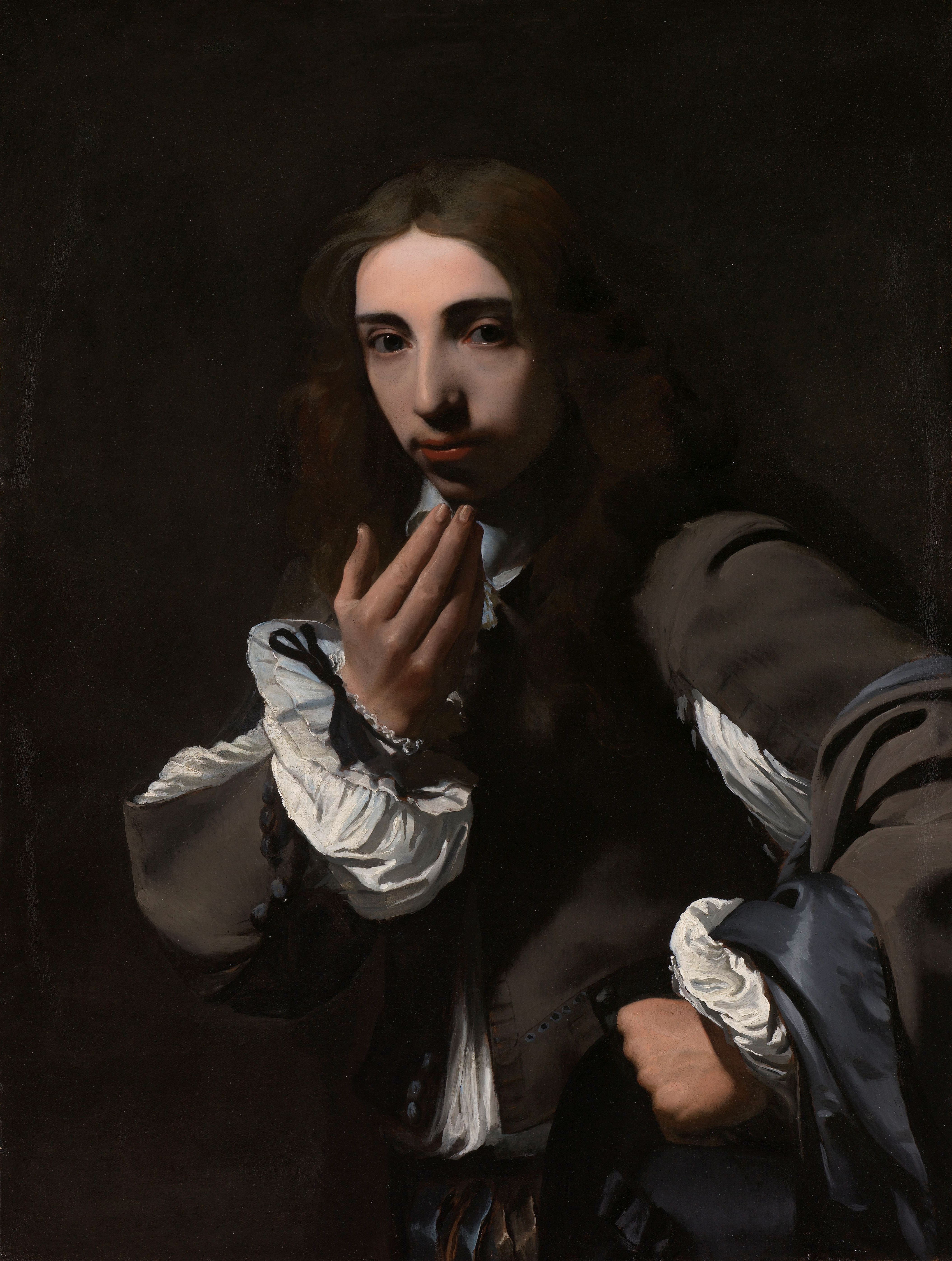
Portret van een lid van de familie Deutz door Michiel Sweerts. Zie

De stamreeks begint met Engelbertus Deutz die in 1592 te Keulen overleed. Zijn kleinzoon Hans (ook Jean of Johan) (1581-1638), koopman in onder andere Oostindische waren, trouwde in 1614 met Elisabeth Coymans (1593-1653), de dochter van Balthasar Coymans. Hij vestigde zich rond 1620 op Keizersgracht 121, in het pand genaamd De Ster(re) of Gouden Star, ontworpen door Jacob van Campen. Hij was de stamvader van het Nederlandse geslacht Deutz; het echtpaar kreeg veertien kinderen. Slechts de helft haalde de volwassenheid: Elisabeth, beter bekend als Isabelle (1615-1672), Johannes (1618-1673), Jeronimus (1622-1681), Josephus (1624-1684), Balthasar (1626-1661), Agneta (1633-1692), en Gideon (1635-1670). "Johan Duijts" stierf in september 1638. De weduwe zette de firma voort met haar oudste zoon; er werd gehandeld in specerijen, tabak, wijn, krenten, glas, ijzer, en lood. Zijn zonen maakten een grand tour naar Italië en leerden daar Michiel Sweerts kennen. Jean Deutz liet beelden en kratten met schilderijen opsturen, o.a. van de Bentveughels en Sweerts. Hun moeder stierf in 1653 en werd begraven in de Westerkerk. Elk van de nog levende acht kinderen, waaronder Jean, Joseph en Agneta, erfde 180.000 gulden.

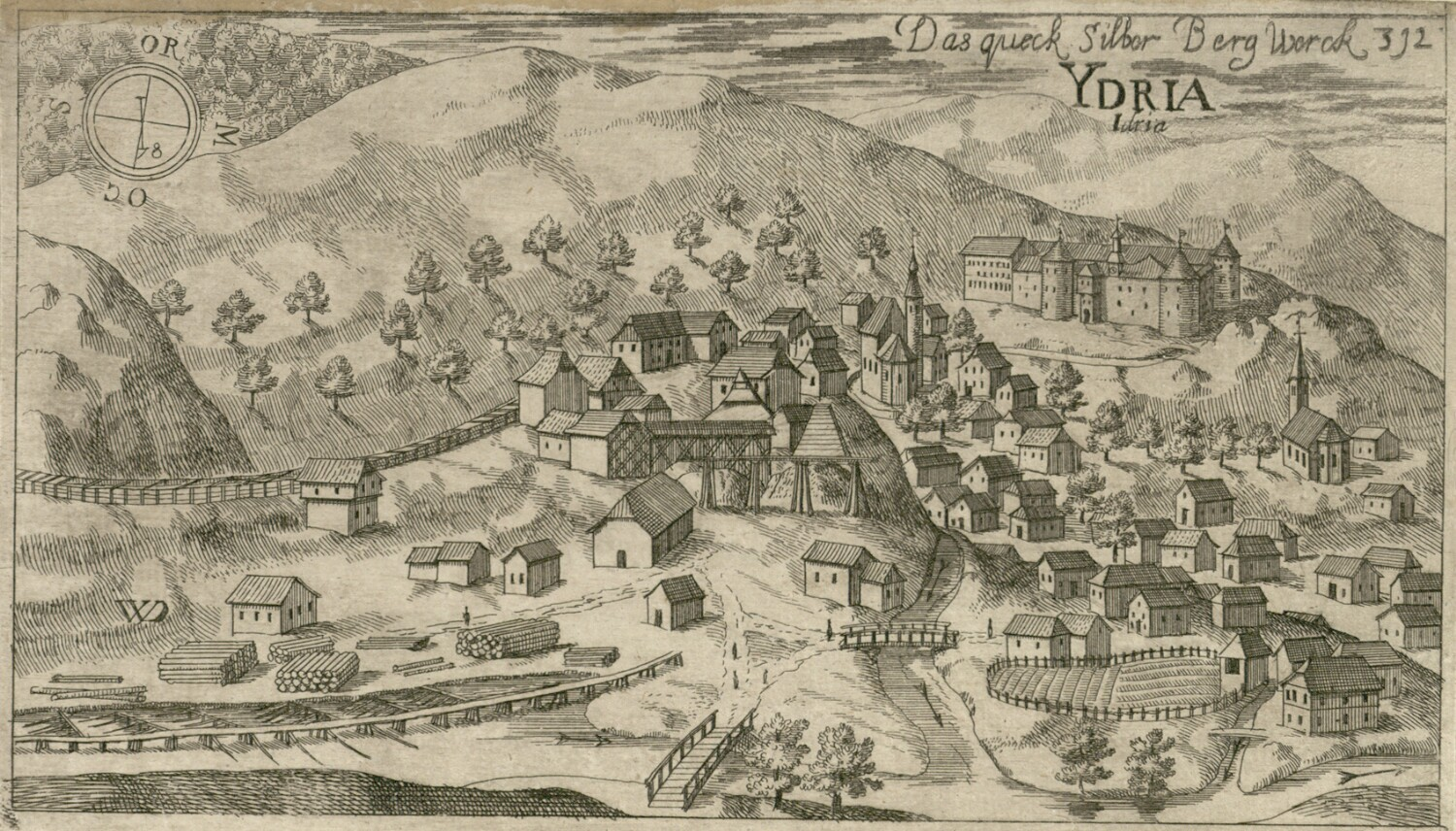
De kwikzilverrmijn van Idrija. Tot 1700 beschikte de firma Deutz over een monopolie op de kwikzilverhandel.

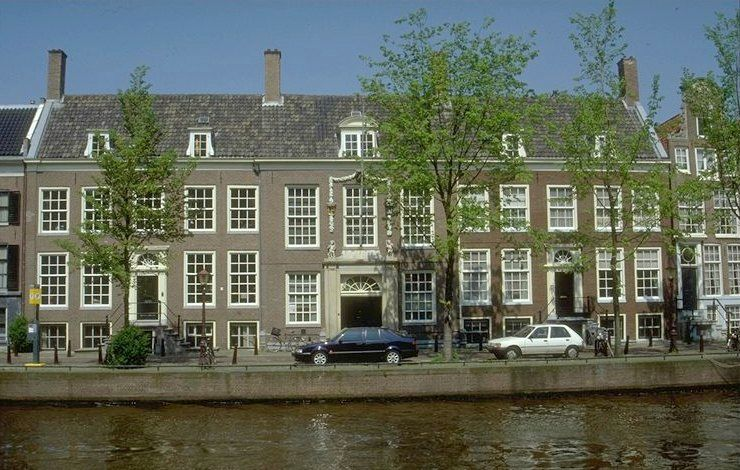
Agneta Deutz, de zuster van Jean, was de stichtster van het Deutzenhofje

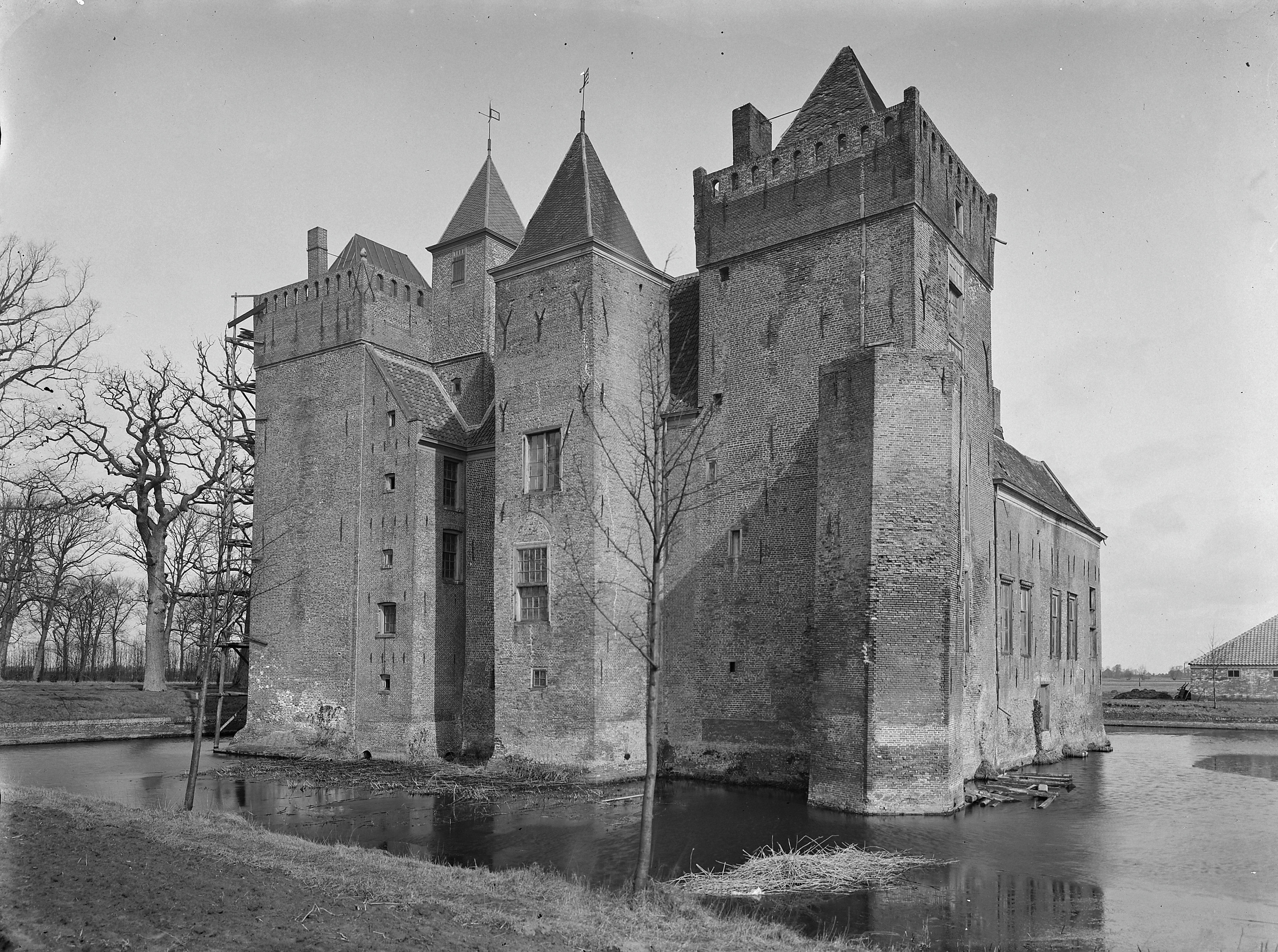
Kasteel Assumburg in 1917

In 1654 nodigde de wol- en zijdehandelaar Jean Deutz Johan de Witt uit voor zijn bruiloft met Geertruid Bicker en stelde de raadspensionaris voor aan de nog ongehuwde Wendela Bicker; zij zijn in 1655 getrouwd.  Tussen de beide zwagers ontstond grote vertrouwelijkheid; de raadpensionaris was dikwijls de gast van Deutz, zowel te Amsterdam als op de hofstede Den Eult onder Baarn, het huwelijksgeschenk van zijn schoonvader Jan Bicker. Jean Deutz financierde de oorlogen van de republiek onder De Witt. In 1659 verkreeg Jean Deutz het recht Oostenrijks kwikzilver in Europa te verkopen. Het kwikzilver kwam uit Idrija in Slovenië, en werd behalve naar Amsterdam ook naar Venetië geëxporteerd. In 1669 wist hij het monopolie te verwerven door de gehele voorraad van de Venetiaanse concurrenten op te kopen. Na zijn overlijden zette de weduwe Deutz de firma voort en verstrekte leningen aan de Oostenrijkse keizer Leopold I in de Grote Turkse Oorlog tegen het Osmaanse rijk en tijdens de Spaanse Successieoorlog.

## Enkele telgen
Mr. Jan Deutz (1655-1719), vrijheer van Assendelft en Assumburg, heer van Heemskerk en het nabij gelegen Hoogdorp, Noorddorp en Reewijk, vaandrig bij de schutterij, raad en schepen van Amsterdam, volgde zijn vader op in de firma, aanvankelijk samen met zijn moeder; trouwde in 1692 met Maria Boreel (1634-1702), de dochter van Jacob Boreel; kocht in 1694 voor 57.000 gulden Slot Assumburg van Eustatius baron van Bronckhorst, waarna nageslacht zich Deutz van Assendelft ging noemen; de vrije heerlijkheid bleef tot 1858 in de familie. In 1710 kocht hij de naastgelegen ruïne Reewijk aan, dat in gebruik is geweest als hertenkamp. 
- Mr. Jean Deutz (1693-1741), vrijheer van Assendelft en Assumburg, heer van Heemskerk, etc.; trouwde in 1718 met Cornelia Maria Bors van Waveren (1697-1763), de dochter van de schatrijke Cornelis Bors van Waveren;
  - Jean Deutz (1725-1755), vrijheer van Assendelft en Assumburg, heer van Heemskerk, etc. , was deelgenoot in de firma van zijn oom Willem Gideon Deutz.[11] Hij was in 1752 getrouwd met Sara Jacoba Clifford. Na zijn overlijden ging de titel over op
  - Mr. Cornelis Deutz van Assendelft (1730-1788), vrijheer van Assendelft en Assumburg, heer van Heemskerk, etc., het verdwenen Rietschoten[bron?] en Rietwijkeroord[bron?], raad in de vroedschap van 1757-1770; trouwde in 1756 met zijn nicht Maria Deutz (1733-1784); hij erfde een miljoen gulden na het overlijden van zijn moeder; kocht in 1780 de heerlijkheid Wijk aan Zee en Duin.
    - Jhr. mr. Andries Adolf Deutz van Assendelft (1764-1833), vrijheer van Assendelft en Assumburg, heer van Heemskerk, etc., Wijk aan Zee en Duin, lid Staten Generaal, en burgemeester en wethouder van Amsterdam, werd bij Souverein Besluit van 28 augustus 1814 benoemd in de ridderschap van Holland, regent van het Deutzenhofje
      - Jhr. mr. Hendrik Jan Deutz van Assendelft (1792-1859), lid gemeenteraad en wethouder van Amsterdam; trouwde in 1829 met jkvr. Anna Maria Margaretha Rendorp (1797-1858), grootmeesteres van koningin Sophie
        - Jkvr. Pauline Agneta Deutz van Assendelft (1835-1913), regentes van het Deutzenhofje en dame du palais van koningin Emma, met haar stierf het geslacht uit

      - Jkvr. Maria Deutz van Assendelft (1796-1871); trouwde in 1846 met Sir Willem Rijnoud baron van Tuyll van Serooskerken (1777-1864), Engelse luitenant-generaal.
      - Jhr. mr. Jacob Maarten Deutz van Assendelft (1803-1858), regent van het Deutzenhofje, lid gemeenteraad van Amsterdam; trouwde in 1838 met Josina Johanna Willink (1810-1867); woonden zomers op het kasteel Assumburg. Na haar overlijden is het kasteel verkocht.
- Mr. Jacob Deutz (1695-1761), schepen, raad en in 1749 burgemeester van Haarlem, hoogbaljuw van Kennemerland[12]
- Willem Gideon Deutz (1697-1757) kwam in 1719 aan het hoofd van het handelshuis Deutz, voortgezet onder de naam Jean Deutz en Soon en W.G. Deutz;[11] Hij was vijfmaal burgemeester van Amsterdam. Eigenaar van hofstede de Eult onder Baarn.
- Gerard Deutz (1699-1759), kapitein-ter-zee,[13] postmeester, schepen van Amsterdam, eigenaar van de hofstede Duyn en Bergh, (nu Duin en Kruidberg bij Santpoort)
  - Jean Deutz (1743-1784), jurist, lid van de Amsterdamse vroedschap Jean Deutz (1775-1784), schout, directeur van de Sociëteit van Suriname, was een amateur botanicus, correspondeerde met Hendrik Swellengrebel en Joseph Banks; financierde de reizen van Carl Peter Thunberg naar Zuid-Afrika en Japan, die het geslacht Deutzia naar hem vernoemde; bewoonde Roos en Beeck en Kasteel Marquette; ongehuwd
- Andries Adolf Deutz (1702-1739), secretaris van de Desolate Boedelkamer
  - Maria Deutz (1733-1784) trouwde in 1756 met haar neef mr. Cornelis Deutz van Assendelft (1730-1788)
- Gideon Salomon Deutz (1710-1784), luitenant-generaal der infanterie, commandeur van 's-Hertogenbosch, gouverneur van Bergen-op-Zoom

## Zijtak

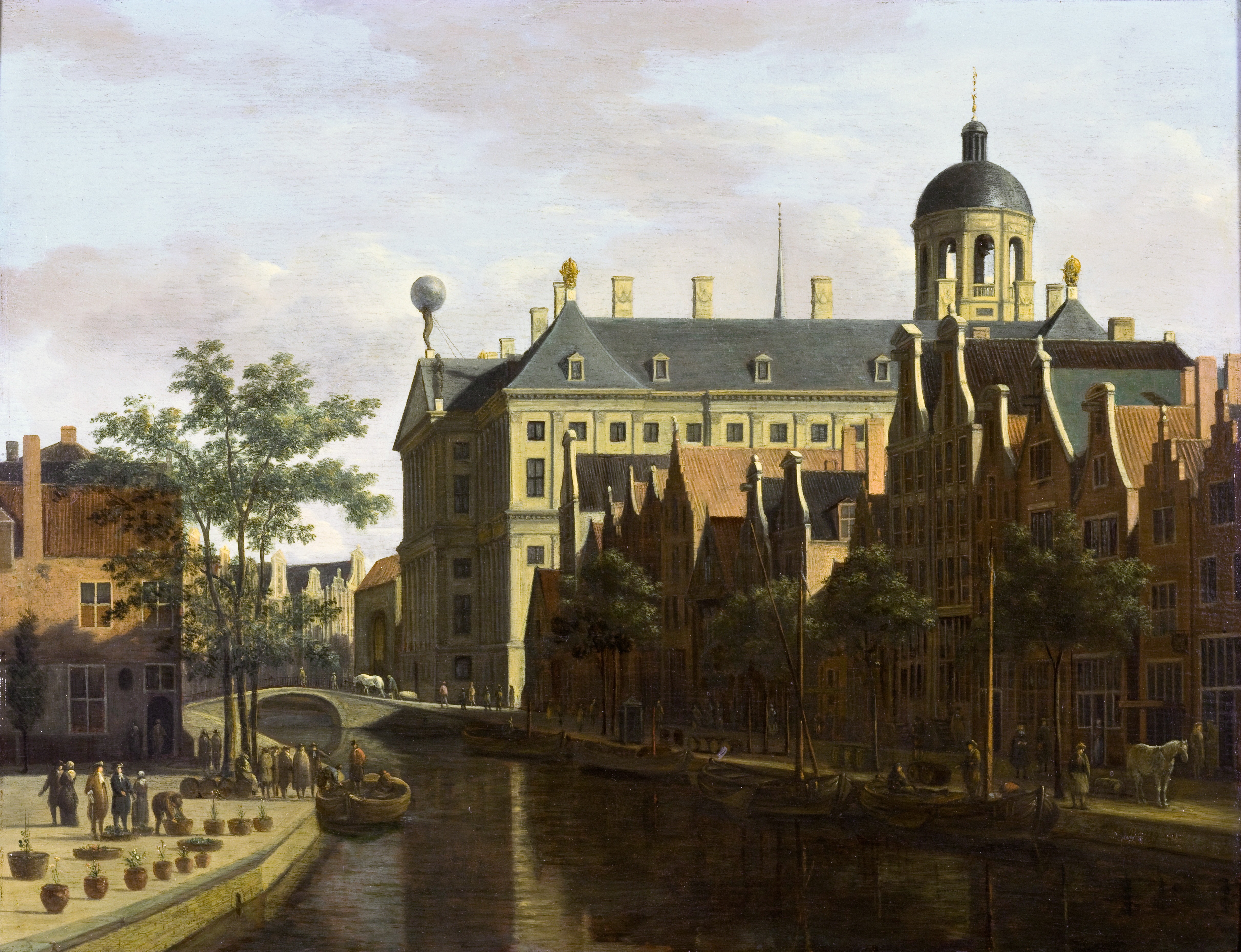
Het stadhuis van Amsterdam, gezien vanaf de Nieuwezijds Voorburgwal door Gerrit Berckheyde

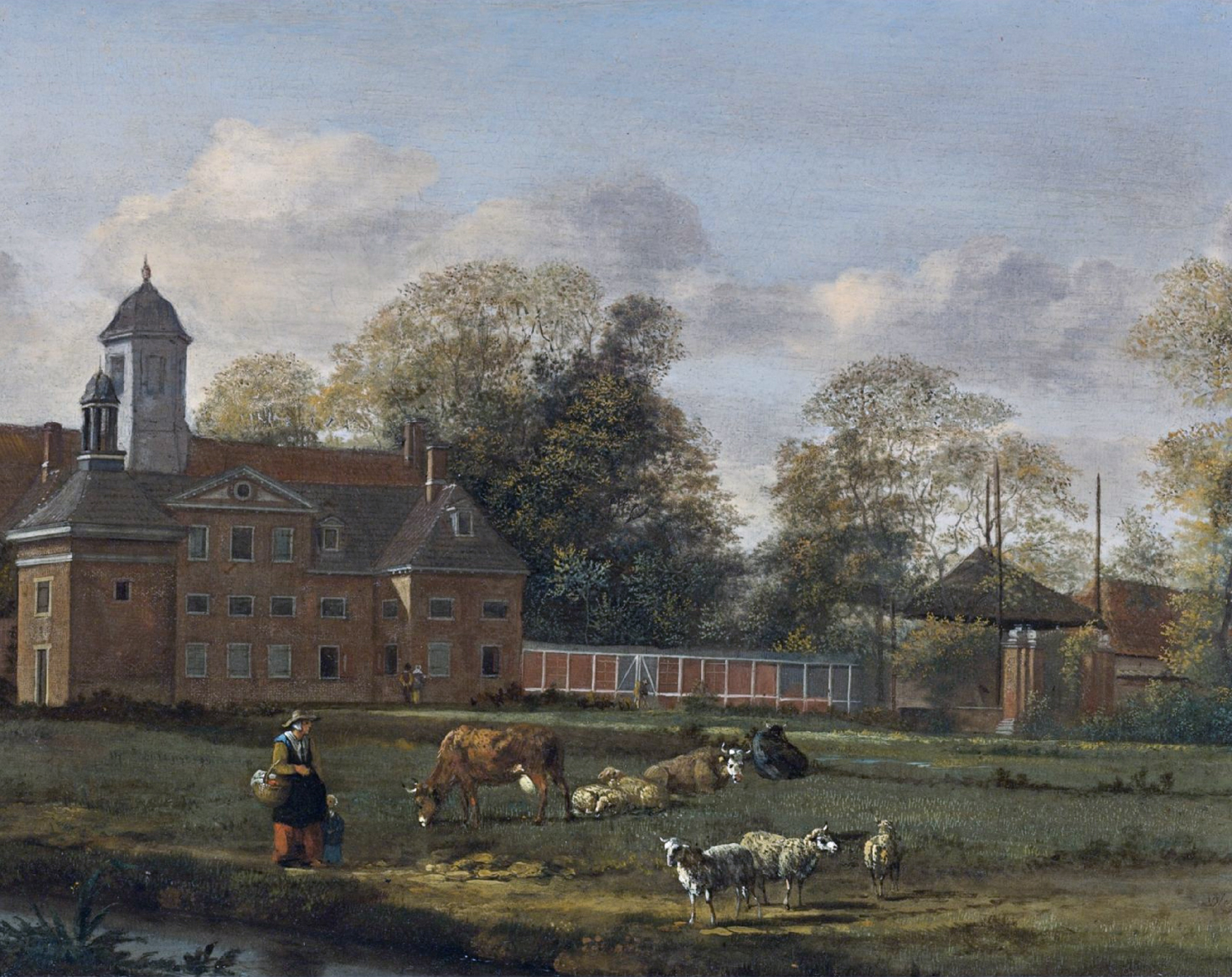
Het landhuis Goudesteyn van de familie Huydecoper aan de Vecht door Jan van der Heyden

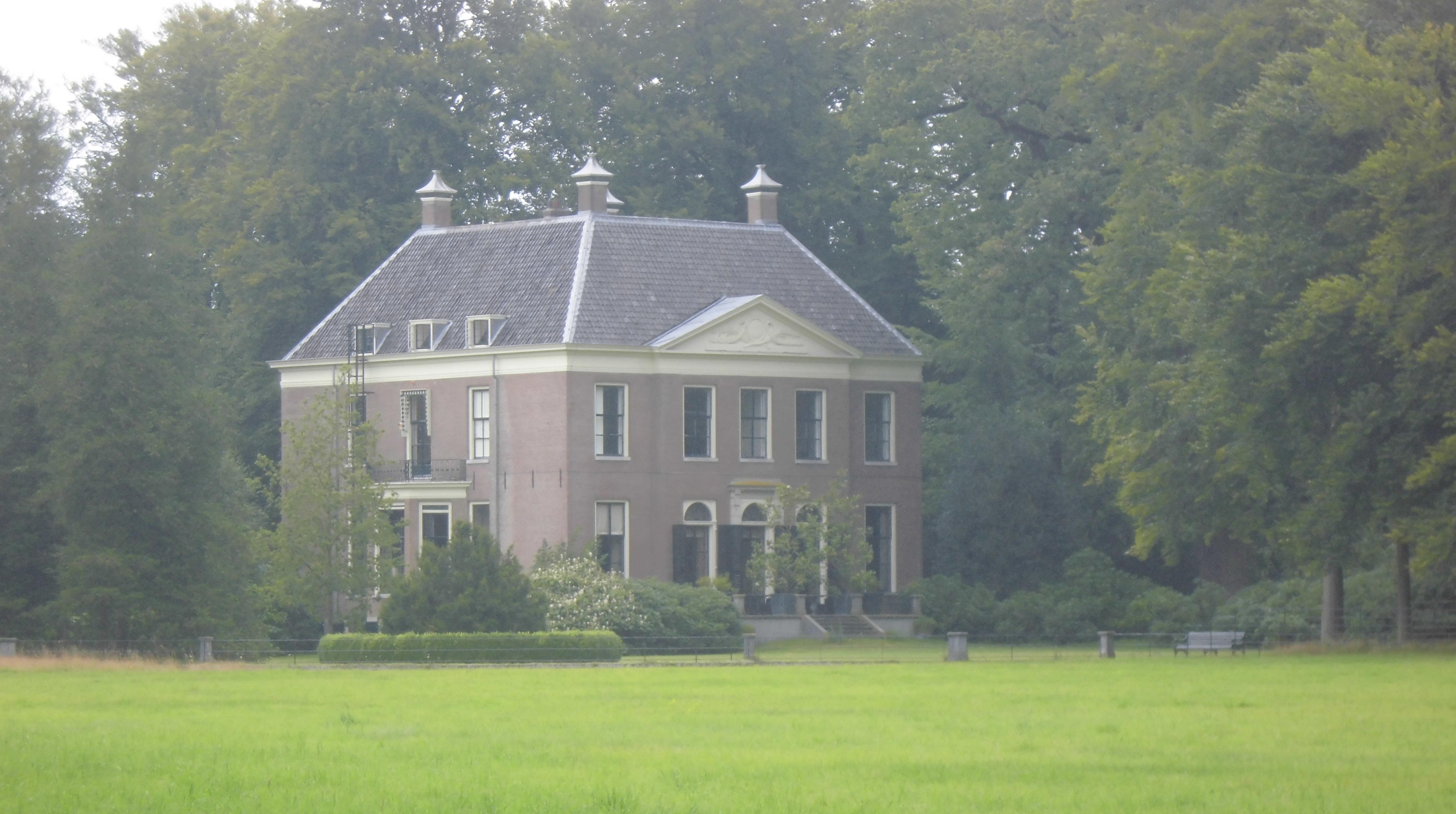
Gooilust

De familie Deutz had een zijtak, die begon met neef Daniël Deutz (1644-1707). Hij werd geboren in Dinslaken (Westfalen) als zoon van Reinhard Deutz (1607-1654) en Helena Resteau. Hij trouwde Maria de Bordes (1655–1686) in 1677 in Ouderkerk aan de Amstel. Het echtpaar had zes kinderen allen in Amsterdam gedoopt. Het echtpaar en de erfgenamen bewoonden Keizersgracht 217-219, eigenares was Geertruid Bicker.
- Mr. Anthony Deutz, (1678-1730) was koopman op de Levant en bankier; hij stichtte met zijn jongere broer de firma Anthony & Daniel Deutz, die (via Willem Bentinck[bron?]) van de koning Willem III van Engeland als Keurvorst van Hannover het monopolie verkreeg van de verkoop van het lood uit de mijnen van den Harz. (Mogelijk is de Rammelsberg bij Goslar bedoeld.) Elk van de broers legde 40.000 gulden in. Hij was resident van de Hertog van Brunswijk-Lunenburg te Amsterdam 1707. Na zijn overlijden werden 94 schilderijen geveild, waaronder een Jan van der Heyden waarop het landhuis van de familie Huydecoper Goudestein aan de Vecht; een Gerbrand van den Eeckhout met Jozef’s droom; twee schilderijen van Jan van Huchtenburg; een landschap van Johannes Lingelbach, idem van Nicolaes Berchem; een schilderij van Jan Asselijn, en een Gerrit Berckheijde. Enkel deze schilderijen brachten meer dan 100 gulden op.[16]
  - Mr. Daniël Deutz (1714-1775) trouwde in 1744 met Geertruid van Son (1724–1792). Hij was van 1741 of van 1752 tot 1762 eigenaar van de buitenplaats Gooilust. In 1767, 1771 en 1775 was burgemeester van Amsterdam. In 1772 kwam de hout- en suikerplantage Berlijn in Suriname in zijn bezit. Het echtpaar had acht kinderen, waaronder
    - Daniël (1759-1810) boekhouder bij de VOC; had drie kinderen bij de dichteres Johanna Droogmans.[17][18]